# Tetiana Samolenko
Tetiana Wołodymyriwna Samolenko, z domu Chamitowa, 2° voto Dorowśkych, 3° voto Apajczewa (ukr. Тетяна Володимирівна Самоленко [Доровських], ros.: Татьяна Самоленко-Доровских, Tatiana Samolenko-Dorowskich; ur. 12 sierpnia 1961 w Sekretarce koło Orenburga) – lekkoatletka ZSRR, WNP i Ukrainy.

## Najważniejsze osiągnięcia
- Igrzyska Olimpijskie
  - Złoto: Seul 1988 – 3000 m
  - Srebro: Barcelona 1992 – 3000 m
  - Brąz: Seul 1988 – 1500 m
- Mistrzostwa świata
  - Złoto: Rzym 1987 – 1500 m
  - Złoto: Rzym 1987 – 3000 m
  - Złoto: Tokio 1991 – 3000 m
  - Srebro: Tokio 1991 – 1500 m
- Halowe mistrzostwa świata
  - Złoto: Indianapolis 1987 – 3000 m
  - Srebro: Indianapolis 1987 – 1500 m
- Mistrzostwa Europy
  - Srebro: Stuttgart 1986 – 1500 m
- Halowe mistrzostwa Europy
  - Srebro: Genua 1992 – 3000 m